# Мензбиров мрмот
Мензбиров мрмот (лат. Marmota menzbieri) је сисар из реда глодара и породице веверица (Sciuridae). 

## Распрострањеност и станиште
Врста је присутна у Казахстану, Киргистану и Узбекистану. Мензбиров мрмот има станиште на копну.

## Начин живота
Број младунаца које женка доноси на свет је обично 2-7. 

## Угроженост
Ова врста се сматра рањивом у погледу угрожености врсте од изумирања.

### Популациони тренд
Популација ове врсте се смањује, судећи по расположивим подацима.